# Amt Vellahn

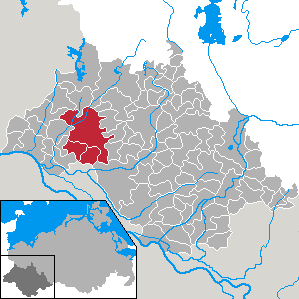
Amt Vellahn im Landkreis Ludwigslust

Im Amt Vellahn im ehemaligen Landkreis Ludwigslust in Mecklenburg-Vorpommern mit Sitz in der Gemeinde Vellahn waren seit 1992 die neun Gemeinden Banzin, Bennin, Brahlstorf, Camin, Dersenow, Kloddram, Melkof, Rodenwalde und Vellahn zur Erledigung ihrer Verwaltungsgeschäfte zusammengeschlossen.
Am 13. Juni 2004 wurden die Gemeinden Banzin, Bennin, Camin, Kloddram, Melkof und Rodenwalde in die Gemeinde Vellahn eingegliedert.
Das Amt Vellahn wurde am 1. August 2004 aufgelöst: die Gemeinden Brahlstorf und Dersenow kamen in das Amt Boizenburg-Land, die Gemeinde Vellahn wurde dem Amt Zarrentin zugeordnet.